# Eve to Dawn
Eve to Dawn è il ventiquattresimo album in studio del gruppo heavy metal giapponese Loudness, pubblicato nel 2011.

## Tracce
1. A Light in the Dark – 1:46
2. The Power of Truth – 5:27
3. Come Alive Again – 4:25
4. Survivor – 5:44
5. Keep You Burning – 5:16
6. Gonna Do It My Way – 4:12
7. Hang Tough – 5:54
8. Emotions – 6:21
9. Comes to Dawn – 7:04
10. Pandora – 4:17
11. Crazy! Crazy! Crazy! – 3:23

## Formazione
- Minoru Niihara - voce
- Akira Takasaki - chitarre
- Masayoshi Yamashita - basso
- Masayuki Suzuki - batteria